# De Havilland Comet
de Havilland DH 106 Comet je prvo proizvodno reaktivno potniško letalo. Razvili in izdelovali so ga pri britanski letalski firmi de Havilland. Prvič je poletelo leta 1949. Poganjali so ga štirje turboreaktivni motorji Rolls-Royce Nene. Imelo je aerodinamičen trup z motorji nameščeni v krilo, presurizirano potniško kabino in velika kvadratna okna. Za svoj čas je imel udobno, tiho kabino. 
Vse je kazalo na komercialni uspeh, dokler niso trije razpadli v zraku zaradi utrujenosti materiala. To področje v takratnem času ni bilo dobro raziskano, sprva so domnevali, da je bilo krivo vreme. Drugi proizvajalci so se iz teh nesreč veliko naučili, spreminili so obliko oken v ovalno, uvedli strukturne izboljšave, uvedli nove bolj odporne materiale.
Po teh nesrečah so izboljšali letalo v Comet 2, Comet 3 in na koncu leta 1958 Comet 4, ki je imel 30 let dolgo proizvodnjo. Največja modifikacija je letalo za patruliranje morja Hawker Siddeley Nimrod, ki je ostal v uporabi do leta 2011, 60 let po prvem let Cometa.

## Tehnične specifikacije
|                    | Comet 1                                              | Comet 2                                           | Comet 3                                                      | Comet 4                                           |
| ------------------ | ---------------------------------------------------- | ------------------------------------------------- | ------------------------------------------------------------ | ------------------------------------------------- |
| Posadka            | 4 (2 pilota, inženir in radio operater/navigator)    | 4 (2 pilota, inženir in radio operater/navigator) | 4 (2 pilota, inženir in radio operater/navigator)            | 4 (2 pilota, inženir in radio operater/navigator) |
| Število potnikov   | 36–44                                                | 36–44                                             | 58–76                                                        |                                                   |
| Dolžina            | 93 ft (28 m)                                         | 96 ft 1 in (29,29 m)                              | 111 ft 6 in (33,99 m)                                        | 111 ft 6 in (33,99 m)                             |
| Razpopn kril       | 115 ft (35 m)                                        | 115 ft (35 m)                                     | 115 ft (35 m)                                                | 115 ft (35 m)                                     |
| Višina             | 29 ft 6 in (8,99 m)                                  | 29 ft 6 in (8,99 m)                               | 29 ft 6 in (8,99 m)                                          | 29 ft 6 in (8,99 m)                               |
| Površina kril      | 2.015 sq ft (187,2 m2)                               | 2.015 sq ft (187,2 m2)                            | 2.015 sq ft (187,2 m2)                                       | 2.121 sq ft (197,0 m2)                            |
| Profil krila       | NACA 63A116 mod root, NACA 63A112 mod tip            | NACA 63A116 mod root, NACA 63A112 mod tip         | NACA 63A116 mod root, NACA 63A112 mod tip                    | NACA 63A116 mod root, NACA 63A112 mod tip         |
| Maks. Vzletna teža | 110.000 lb (50.000 kg)                               | 120.000 lb (54.000 kg)                            | 150.000 lb (68.000 kg)                                       | 156.000 lb (71.000 kg)                            |
| Dolet              | 1.500 mi (1.300 nmi; 2.400 km)                       | 2.600 mi (2.300 nmi; 4.200 km)                    | 2.700 mi (2.300 nmi; 4.300 km)                               |                                                   |
| Potovalna hitrost  | 740 km/h (400 kn; 460 mph)                           | 790 km/h (430 kn; 490 mph)                        | 840 km/h (450 kn; 520 mph)                                   | 840 km/h (450 kn; 520 mph)                        |
| Višina leta        | 42.000 ft (13.000 m)                                 | 42.000 ft (13.000 m)                              | 45.000 ft (14.000 m)                                         | 42.000 ft (13.000 m)                              |
| Motorji (x 4)      | Halford H.2 Ghost 50 turbojets: 5.000 lbf (22.000 N) | Rolls-Royce Avon Mk 503/504 7.000 lbf (31.000 N)  | Rolls-Royce Avon Mk 502/521 turbojets: 10.000 lbf (44.000 N) | Rolls-Royce Avon Mk 524 10.500 lbf (47.000 N)     |

Sources: Jane's All The World's Aircraft 1965–66, De Havilland Aircraft since 1909, and Flight International.